# Richard Carlile
Richard Carlile (8 de diciembre de 1790 - 10 de febrero de 1843) fue un importante agitador para el establecimiento del sufragio universal y de la libertad de prensa en el Reino Unido.

## Primeros años
Nacido en Ashburton, Devon, era hijo de un zapatero que murió en 1794; dejando a la madre de Richard luchando por mantener a sus tres hijos con los ingresos de administrar una pequeña tienda. A los seis años se fue educado en la escuela local de la Iglesia de Inglaterra, luego, a la edad de doce años, dejó la escuela para un aprendizaje de siete años en un hojalatero en Plymouth.

## Vida personal
En 1813 se casó y poco después la pareja se mudó a Holborn Hill en Londres, donde encontró trabajo como hojalatero. Jane Carlile dio a luz a cinco hijos, tres de los cuales sobrevivieron.
Algún tiempo después de 1829, Carlile conoció a Eliza Sharples y ella se convirtió en su esposa de hecho. Juntos tuvieron al menos cuatro hijos.

## Política y publicación
Su interés por la política se despertó primero por las condiciones económicas del invierno de 1816, cuando su empleador puso a Carlile a trabajar a tiempo reducido, lo que generó serios problemas para la familia: "Compartí la angustia general de 1816 y fue esto lo que me abrió los ojos ". Comenzó a asistir a reuniones políticas donde oradores como  Henry Hunt se quejaban de que solo tres hombres de cada cien tenían el voto, y también estaba influenciado por las publicaciones de William Cobbett.
Como una forma de ganarse la vida, vendió los escritos de reformadores parlamentarios como Tom Paine en las calles de Londres, a menudo caminando "treinta millas por una ganancia de dieciocho peniques". En abril de 1817 formó una editorial, negoció con el impresor William Sherwin y alquiló una tienda en Fleet Street. Para poner a disposición de los pobres textos políticos como los libros de Paine "Los derechos del hombre" y los "Principios de gobierno", se separó en secciones que vendió como pequeños folletos, publicando de manera similar La edad de la razón y Principios de la naturaleza. Emitió copias no autorizadas de Wat Tyler de Southey y después del radical William Hone que fue arrestado en mayo, reeditó la parodia de partes del Libro de Oración Común por el cual Hone iba a ser juzgado, luego él mismo fue arrestado en agosto y detenido sin cargos hasta que Hone fue absuelto en diciembre.
Se encargó de distribuir el semanario prohibido Radical La Enana Negra en un momento en que el gobierno estaba procesando a los editores: "La Ley de Habeas Corpus estaba suspendida... terror y alarma, pero me atribuyo el mérito de haber derrotado el efecto de estos dos actos sobre la prensa... Me aseguré el encarcelamiento, pero me sentí inclinado a cortejarlo que a rehuirlo".
Carlile luego publicó una revista radical, "Sherwin's Political Register", que informaba sobre reuniones políticas e incluía extractos de libros y poemas de partidarios del movimiento reformista como Percy Bysshe Shelley y Lord Byron. La popularidad de esto ayudó a que pronto llevará las ganancias de su empresa editorial a £ 50 por semana.

## Peterloo yel republicano

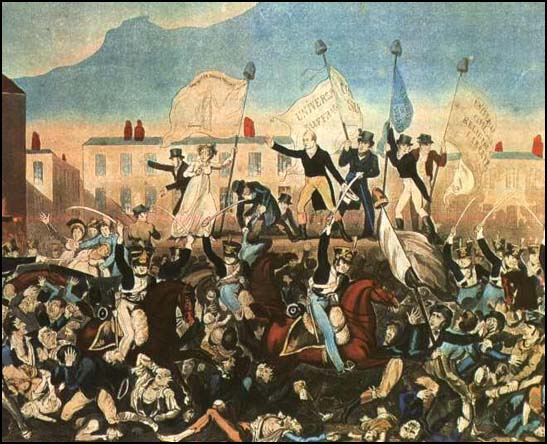
Impresión de la Masacre de Peterloo publicada por Richard Carlile

Carlile fue uno de los principales oradores programados en la reunión de reforma el 16 de agosto de 1819 en St. Peter's Fields en Mánchester. Justo cuando  Henry Hunt estaba a punto de hablar, la multitud fue atacada por los terratenientes en lo que se conoció como la masacre de Peterloo. Carlile escapó y fue escondido por amigos radicales antes de que él tomara el coche de correo a Londres y publicará su relato de testigo ocular, dando el primer informe completo de lo que había sucedido, en el "Registro político semanal de Sherwin" del 18 de agosto de 1819. Sus carteles proclamaban "Horribles masacres en Manchester".
El gobierno respondió cerrando el "Registro político de Sherwin", confiscando el stock de periódicos y folletos. Carlile cambió el nombre a "El Republicano" y en su número del 27 de agosto de 1819 exigió que "La masacre... debería ser el tema diario de la prensa hasta que los asesinos sean llevados ante la justicia... Todos los hombres de Manchester quienes confiesan sus opiniones sobre la necesidad de una reforma, nunca deben andar desarmados: la represalia se ha convertido en un deber y la venganza en un acto de justicia".
Carlile fue procesado por blasfemia, libelo blasfemo y sedición por publicar material que podría alentar a la gente a odiar al gobierno en su periódico, y por publicar a Tom Paine y su Sentido común, Los derechos del hombre y la Edad de la razón (que criticaba a la Iglesia de Inglaterra). En octubre de 1819 fue declarado culpable de blasfemia y libelo sedicioso y condenado a tres años en  Dorchester con una multa de 1.500 libras esterlinas. Cuando se negó a pagar la multa, se allanaron sus instalaciones en Fleet Street y se confiscaron sus acciones. Mientras estuvo en la cárcel, continuó escribiendo artículos para The Republican, que ahora era publicado por la esposa de Carlile, Jane, y gracias a la publicidad ahora vendió más que los periódicos progubernamentales como The Times.
Para frenar a los periódicos, el gobierno había elevado el impuesto sobre los periódicos impuesto por primera vez en 1712 a 3½d en 1797 y luego a 4d en 1815. Desde diciembre de 1819 estableció un precio mínimo de 7d y otras restricciones. En un momento en que los trabajadores ganaban menos de 10 chelines (120 peniques) a la semana, esto les dificultaba pagar los periódicos radicales, y los editores probaron varias estrategias para evadir el impuesto. Los grupos juntaban sus recursos en sociedades de lectura y sociedades de suscripción para comprar un libro o una revista en común, y con frecuencia se los leían en voz alta cómo fue el caso de James Wilson.
En 1821, Carlile fue declarado ateo (habiendo sido previamente un Deísta) y publicó su "Discurso a los hombres de ciencia", a favor del materialismo y la educación. En el mismo año, Jane Carlile fue a su vez condenada a dos años de prisión por difamación sediciosa, y su lugar como editor fue ocupado por la hermana de Richard Carlile, Mary. A los seis meses fue encarcelada por el mismo delito. El proceso se repitió con ocho de los trabajadores de su taller, entre ellos Susannah Wright, y más de 150 hombres y mujeres fueron enviados a prisión por vender "El Republicano". La sentencia de Carlile terminó en 1823, pero fue arrestado inmediatamente y devuelto a prisión por no pagar su multa de 1.500 libras, por lo que el proceso continuó hasta que finalmente fue liberado el 25 de noviembre de 1825. En la próxima edición de The Republican expresó el "Espero que su largo confinamiento resulte en la libertad de publicar ideas políticas radicales". Un ejemplo del apoyo que recibió de todo el país son las 1,5,1 libras esterlinas que le enviaron en la cárcel de Dorchester cuarenta trabajadores en la aldea de West Yorkshire de Hunslet, acompañadas de una carta noble en nombre de esos "pocos Amigos de la verdad y la justicia".
Luego publicó más revistas, "The Lion", que hizo campaña contra el trabajo infantil y "The Promptor". Argumentó que la "igualdad entre los sexos" debería ser el objetivo de todos los reformadores, y en 1826 publicó El libro de cada mujer defendiendo el control de la natalidad y la emancipación sexual de la mujer. Cobbett denunció este libro como "tan sucio, tan repugnante, tan bestial, que escandaliza incluso a los hombres y mujeres más lascivos".
Carlile fue un defensor de la Teoría del mito de Cristo. No creía que Jesús existiera. Debatió sobre el ministro unitario John Relly Beard en "El republicano", 1826.

## El capellán del diablo
Se unió al clérigo radical y escéptico  Robert Taylor y se embarcó en una "gira misionera del hogar infiel" que llegó a Cambridge el jueves 21 de mayo de 1829 y causó un malestar considerable a la Universidad de Cambridge, donde un joven Charles Darwin era estudiante de segundo año.
En su reunión en Bolton, Lancashire, Carlile conoció a Eliza Sharples, quien se convertiría en su amante a largo plazo.
Carlile abrió un edificio destartalado en la orilla sur del Río Támesis, la Rotonda de Blackfriars, y en julio de 1830, en medio de un malestar público generalizado, se convirtió en un lugar de reunión para los republicanos y ateos. Taylor escenificó melodramas infieles, predicando sermones escandalosos que lo apodaron "El capellán del diablo". Miles de copias de estos sermones circularon en una publicación sediciosa, "El púlpito del diablo".

## Encarcelado de nuevo
En 1831 fue encarcelado, acusado de difamación sediciosa, con dos años y medio de haber escrito un artículo en apoyo de los trabajadores agrícolas que luchaban contra los recortes salariales y aconsejando a los huelguistas que se consideraran a sí mismos en guerra con el gobierno. Salió de la prisión profundamente endeudado y las multas del gobierno le habían quitado las finanzas necesarias para publicar periódicos.
Sus opiniones políticas y sociales nunca cambiaron, pero su filosofía experimentó un cambio en la década de 1830. En 1837, H. Robinson publicó los resultados de su pensamiento posterior en el libro "Conversión extraordinaria y declaración pública de Richard Carlile de Londres al cristianismo".
En 1834, fue juzgado por crear una molestia pública, cuando mostró dos efigies en los escaparates de su tienda en el 62 de Fleet Street, una en azul que representa a un corredor titulado "Agente temporal" y otra vestida de obispo titulada "Agente espiritual". A menudo se reunía allí un gran grupo de personas, lo que obstaculizaba el tráfico y provocaba disputas. Fue declarado culpable, pero se aplazó el juicio.
Después de vivir durante algunos años en la pobreza extrema en  Enfield, Carlile regresó a Fleet Street en 1842, muriendo allí al año siguiente. Donó su cuerpo para la investigación médica. Un gran número de personas asistieron a su funeral en Kensal Green Cemetery el domingo 26 de febrero de 1843, donde sus hijos protestaron por el rito de entierro cristiano que se administraba en la fosa común en la que estaba siendo enterrado, citando que "pasó su vida en oposición a todo arte sacerdotal".

## Escritos
- El deísta; o, Filósofo moral: ser una investigación imparcial sobre las verdades morales y teológicas  (1819)
- Una carta a la Sociedad para la Supresión del Vicio: Sobre sus esfuerzos malignos para evitar una investigación libre sobre la verdad y la razón  (1819)
- Un discurso a los hombres de ciencia: invitándolos a que se mantengan al frente y reivindiquen la verdad de la astuta y persecución de la superstición  (1821)
- La vida de Thomas Paine: escrita a propósito para vincularse con sus escritos  (1822)
- El carácter de los libros judíos: ser una defensa de la inocencia natural del hombre, contra reyes y sacerdotes, o tiranos e impostores  (1822)
- ¿El libro de toda mujer o qué es el amor?  (1826)